# Baka (ubanški jezik)
Baka jezik (ISO 639-3: bkc; babinga, bebayaga, bebayaka, bibaya, pygmee de l’est, pygmees, pygmy-E), nigersko-kongoanski jezik ubanške skupine, kojim govori oko 40 000 ljudi u Kamerunu (2007) u provincijama East i South, te oko 3 200 u Gabonu uz kamerunsku granicu.
Bake su polunomadski i nomadski pigmeji. U upotrebi je i francuski koji se govori s pridošlicama. različit je od jezika baka [bdh] iz DR Konga i Sudana koji pripada nilsko-saharskoj porodici

## Vanjske poveznice
- Ethnologue (14th)
- Ethnologue (15th)